# Дикий пёс Севера
«Дикий пёс Севера» (англ.: Nikki, Wild Dog of the North) — американский фильм 1961 года по повести Джеймса Оливера Кервуда «Бродяги Севера».

## Сюжет
Щенок по кличке Никки и его хозяин Андре Дюпас плывут на каноэ по реке сквозь Канадские горы. Во время путешествия Никки теряется и неожиданно сталкивается с Нивой, медвежонком, потерявшим свою мать. Эта непохожая друг на друга пара учится выживать в условиях дикой природы. Когда Нива впадает в зимнюю спячку, Никки отправляется на поиски людей, но учуянный им человеческий запах приводит его отнюдь не к его любимому хозяину Андре, а к злобному торговцу животными, который ловит Никки и начинает обучать его как бойцовую собаку…

## В ролях
- Жан Кутю — Андре Дюпас
- Эмиль Жене — Жак Лебо
- Уриэль Люфт — индеец Макоки
- Роберт Ривард — Дюран

## Съёмки
Фильм снимался в Канаде — в национальном парке Банф и городе Канмор.

## Награды
- 1962 — Премия «Эдди» Американской ассоциации монтажёров за лучший монтаж (Грант Смит).